# 15036 Giovannianselmi
15036 Giovannianselmi este un asteroid din centura principală de asteroizi.

## Descriere
15036 Giovannianselmi este un asteroid din centura principală de asteroizi. A fost descoperit pe 18 noiembrie 1998 la Dossobuono la Observatorul Madonna di Dossobuono. Asteroidul prezintă o orbită caracterizată de o semiaxă mare de 2,46 ua, o excentricitate de 0,09 și o înclinație de 5,8° în raport cu ecliptica.